# Air Atlanta Icelandic

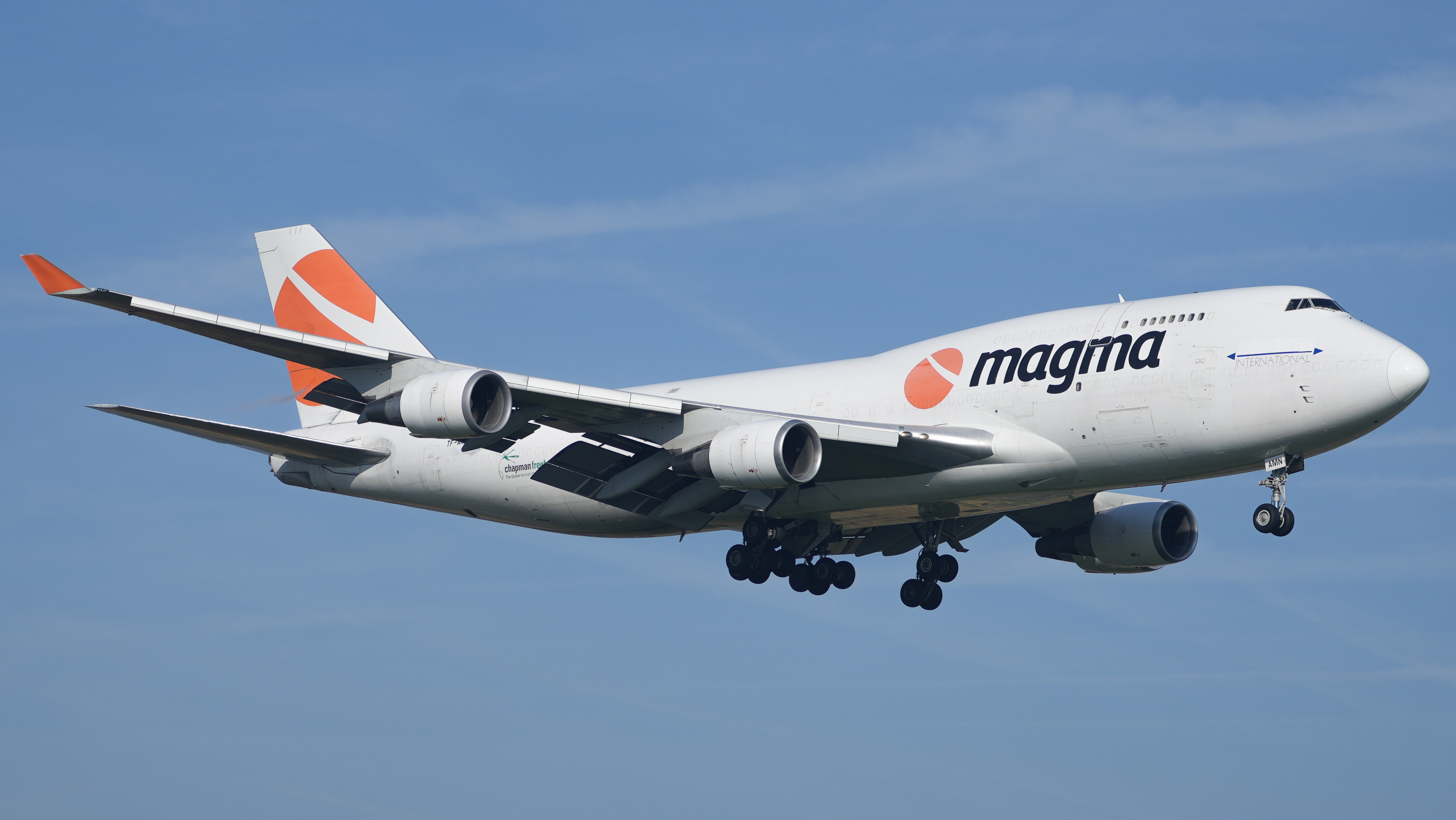
Boeing 747 Air Atlanta

Air Atlanta Icelandic este o companie aeriană și un operator charter major (Aircraft Crew Maintenance Insurance) sau ACMI, cu sediul în Kópavogur. Baza sa principală este situată la Aeroportul Internațional Keflavík.

## Istorie
Compania a fost fondată la 10 februarie 1986 de către Arngrimur Johannsson și Thora Gudmundsdottir. În 2021, Air Atlanta Icelandic a redeschis filiala sa europeană Air Atlanta Europe, cu sediul în Malta, pentru a opera avioane de pasageri Boeing 777. În 2025, compania islandeză va integra primul său Boeing 777.

## Flota
Flota Air Atlanta Icelandic este formată din 9 aeronave în februarie 2025 :
- 8 Boeing 747-400F
- 1 Boeing 777-200ER